# Alpiner Skiweltcup 2000/01
Die Saison 2000/01 des von der FIS veranstalteten Alpinen Skiweltcups begann am 28. Oktober 2000 in Sölden und endete am 11. März 2001 anlässlich des Weltcup-Finales in Åre. Bei den Männern wurden 32 Rennen ausgetragen (9 Abfahrten, 5 Super-G, 9 Riesenslaloms, 9 Slaloms). Bei den Frauen waren es 33 Rennen (8 Abfahrten, 8 Super-G, 8 Riesenslaloms, 9 Slaloms). Dazu kam je eine Kombinationswertung.
Höhepunkt der Saison waren die Weltmeisterschaften 2001 in St. Anton am Arlberg.

## Weltcupwertungen

### Gesamt
| Rang | Name                  | Punkte |
| ---- | --------------------- | ------ |
| 01.  | Hermann Maier         | 1618   |
| 02.  | Stephan Eberharter    | 0875   |
| 03.  | Lasse Kjus            | 0866   |
| 04.  | Benjamin Raich        | 0865   |
| 05.  | Michael von Grünigen  | 0743   |
| 06.  | Heinz Schilchegger    | 0730   |
| 07.  | Kjetil André Aamodt   | 0668   |
| 08.  | Josef Strobl          | 0527   |
| 09.  | Fredrik Nyberg        | 0475   |
| 10.  | Didier Cuche          | 0473   |
| 11.  | Christoph Gruber      | 0470   |
| 12.  | Hannes Trinkl         | 0461   |
| 13.  | Fritz Strobl          | 0457   |
| 14.  | Marco Büchel          | 0447   |
| 15.  | Erik Schlopy          | 0434   |
| 16.  | Werner Franz          | 0418   |
| 17.  | Mario Matt            | 0406   |
| 18.  | Andreas Schifferer    | 0373   |
| 19.  | Pierrick Bourgeat     | 0368   |
| 20.  | Silvano Beltrametti   | 0340   |
| 20.  | Hans Petter Buraas    | 0340   |
| 22.  | Kenneth Sivertsen     | 0334   |
| 23.  | Franco Cavegn         | 0317   |
| 24.  | Didier Défago         | 0315   |
| 25.  | Jure Košir            | 0300   |
| 26.  | Mitja Kunc            | 0289   |
| 27.  | Paul Accola           | 0270   |
| 28.  | Rainer Schönfelder    | 0263   |
| 29.  | Daron Rahlves         | 0255   |
| 30.  | Kilian Albrecht       | 0247   |
| 31.  | Alessandro Fattori    | 0241   |
| 32.  | Hans Knauß            | 0231   |
| 33.  | Peter Rzehak          | 0225   |
| 34.  | Alain Baxter          | 0222   |
| 35.  | Florian Seer          | 0221   |
| 36.  | Christian Mayer       | 0218   |
| 37.  | Bruno Kernen          | 0204   |
| 38.  | Florian Eckert        | 0202   |
| 39.  | Sébastien Amiez       | 0199   |
| 40.  | Massimiliano Blardone | 0189   |
| 41.  | Frédéric Covili       | 0188   |
| 42.  | Bode Miller           | 0185   |
| 43.  | Michael Walchhofer    | 0179   |
| 44.  | Steve Locher          | 0172   |
| 45.  | H. C. Strand Nilsen   | 0170   |
| 46.  | Matjaž Vrhovnik       | 0160   |
| 47.  | Sami Uotila           | 0159   |
| 48.  | Ole Kristian Furuseth | 0151   |

| Rang | Name                     | Punkte |
| ---- | ------------------------ | ------ |
| 49.  | Chad Fleischer           | 145    |
| 50.  | Urs Kälin                | 144    |
| 51.  | Vincent Millet           | 140    |
| 52.  | Kentarō Minagawa         | 118    |
| 53.  | Roland Fischnaller       | 111    |
| 64.  | Urs Imboden              | 107    |
| 55.  | Pierre-Emmanuel Dalcin   | 106    |
| 56.  | Markus Eberle            | 099    |
| 56.  | Uroš Pavlovčič           | 099    |
| 58.  | Bjarne Solbakken         | 098    |
| 59.  | Patrick Wirth            | 096    |
| 60.  | Kristian Ghedina         | 095    |
| 60.  | Rolf von Weissenfluh     | 095    |
| 62.  | Max Rauffer              | 094    |
| 63.  | Peter Pen                | 093    |
| 64.  | Jernej Koblar            | 092    |
| 65.  | Joël Chenal              | 085    |
| 65.  | Kiminobu Kimura          | 085    |
| 65.  | Casey Puckett            | 085    |
| 68.  | Stefan Stankalla         | 084    |
| 69.  | Claude Crétier           | 071    |
| 70.  | Rainer Salzgeber         | 068    |
| 71.  | Audun Grønvold           | 067    |
| 72.  | Rene Mlekuž              | 065    |
| 72.  | Christophe Saioni        | 065    |
| 74.  | Andrej Miklavc           | 064    |
| 75.  | Christian Greber         | 063    |
| 76.  | Luca Cattaneo            | 061    |
| 77.  | Lasse Paulsen            | 060    |
| 78.  | Julien Lizeroux          | 059    |
| 79.  | Sébastien Fournier-Bidoz | 058    |
| 79.  | Giorgio Rocca            | 058    |
| 79.  | Kurt Sulzenbacher        | 058    |
| 82.  | Jeff Piccard             | 057    |
| 83.  | Gaëtan Llorach           | 054    |
| 83.  | Darin McBeath            | 054    |
| 83.  | Kalle Palander           | 054    |
| 86.  | Gregor Šparovec          | 053    |
| 87.  | Jernej Koblar            | 052    |
| 88.  | Patrick Holzer           | 051    |
| 88.  | Alessandro Roberto       | 051    |
| 90.  | Nicolas Burtin           | 050    |
| 91.  | Patrice Manuel           | 049    |
| 91.  | Erik Seletto             | 049    |
| 93.  | Drago Grubelnik          | 048    |
| 94.  | Markus Ganahl            | 046    |
| 95.  | Tom Stiansen             | 044    |

| Rang | Name                          | Punkte |
| ---- | ----------------------------- | ------ |
| 096. | Ivan Bormolini                | 42     |
| 096. | Thomas Grandi                 | 42     |
| 098. | Johan Brolenius               | 38     |
| 099. | Mario Reiter                  | 37     |
| 100. | Lorenzo Galli                 | 36     |
| 100. | Jürgen Hasler                 | 36     |
| 102. | Luke Sauder                   | 34     |
| 103. | Markus Herrmann               | 33     |
| 104. | Andrzej Bachleda-Curuś junior | 32     |
| 105. | Sergio Bergamelli             | 29     |
| 106. | Kevin Wert                    | 28     |
| 107. | Ivica Kostelić                | 25     |
| 108. | Christian Castellano          | 24     |
| 109. | Marc Bottollier-Lasquin       | 22     |
| 109. | Marco Casanova                | 22     |
| 109. | Antoine Dénériaz              | 22     |
| 109. | Davide Simoncelli             | 22     |
| 113. | François Simond               | 20     |
| 114. | Fabrizio Tescari              | 19     |
| 115. | Simon Bastelica               | 15     |
| 115. | Raphaël Burtin                | 15     |
| 115. | Didier Plaschy                | 15     |
| 115. | Manfred Pranger               | 15     |
| 119. | Tobias Grünenfelder           | 14     |
| 119. | John Moulder-Brown            | 14     |
| 119. | Christopher Puckett           | 14     |
| 122. | Matteo Berbenni               | 13     |
| 122. | Daniel Défago                 | 13     |
| 122. | Markus Larsson                | 13     |
| 125. | Walter Girardi                | 12     |
| 125. | Thomas Vonn                   | 12     |
| 127. | Sacha Gros                    | 11     |
| 127. | Matteo Nana                   | 11     |
| 127. | Alan Perathoner               | 11     |
| 127. | Ed Podivinsky                 | 11     |
| 127. | Dane Spencer                  | 11     |
| 132. | Jean-Philippe Roy             | 08     |
| 133. | Sébastien Missillier          | 07     |
| 134. | Charlie Bergendahl            | 03     |
| 134. | Jakub Fiala                   | 03     |
| 134. | Åne Sæter                     | 03     |
| 137. | Stephan Görgl                 | 04     |
| 138. | Ambrosi Hoffmann              | 03     |
| 139. | Vincent Blanc                 | 02     |
| 139. | Brett Fischer                 | 02     |
| 141. | AJ Bear                       | 01     |
| 141. | Mike Giannelli                | 01     |
| 141. | Ožbi Ošlak                    | 01     |

| Rang | Name                  | Punkte |
| ---- | --------------------- | ------ |
| 01.  | Janica Kostelić       | 1256   |
| 02.  | Renate Götschl        | 1189   |
| 03.  | Régine Cavagnoud      | 1105   |
| 04.  | Sonja Nef             | 1060   |
| 05.  | Michaela Dorfmeister  | 0923   |
| 06.  | Isolde Kostner        | 0895   |
| 07.  | Martina Ertl          | 0776   |
| 08.  | Corinne Rey-Bellet    | 0744   |
| 09.  | Carole Montillet      | 0702   |
| 10.  | Brigitte Obermoser    | 0669   |
| 11.  | Anja Pärson           | 0643   |
| 12.  | Mélanie Turgeon       | 0639   |
| 13.  | Karen Putzer          | 0493   |
| 14.  | Christel Pascal       | 0429   |
| 15.  | Petra Haltmayr        | 0397   |
| 16.  | Alexandra Meissnitzer | 0378   |
| 17.  | Kristina Koznick      | 0371   |
| 18.  | Mojca Suhadolc        | 0348   |
| 19.  | Karin Köllerer        | 0347   |
| 20.  | Tanja Poutiainen      | 0342   |
| 21.  | Tanja Schneider       | 0324   |
| 22.  | Laure Pequegnot       | 0317   |
| 23.  | Sarah Schleper        | 0316   |
| 24.  | Allison Forsyth       | 0314   |
| 24.  | Ylva Nowén            | 0314   |
| 26.  | Caroline Lalive       | 0309   |
| 27.  | Sylviane Berthod      | 0305   |
| 28.  | Hedda Berntsen        | 0293   |
| 29.  | Selina Heregger       | 0292   |
| 30.  | Kirsten Lee Clark     | 0285   |
| 31.  | Trine Bakke           | 0275   |
| 32.  | Hilde Gerg            | 0274   |
| 33.  | Megan Gerety          | 0271   |
| 34.  | Emily Brydon          | 0254   |
| 35.  | Stefanie Schuster     | 0223   |
| 36.  | Špela Pretnar         | 0203   |
| 37.  | Jonna Mendes          | 0190   |
| 38.  | Ingeborg Helen Marken | 0177   |
| 39.  | María José Rienda     | 0171   |
| 40.  | Daniela Ceccarelli    | 0170   |
| 40.  | Vanessa Vidal         | 0170   |
| 42.  | Henna Raita           | 0168   |

| Rang | Name                     | Punkte |
| ---- | ------------------------ | ------ |
| 43.  | Anna Ottosson            | 165    |
| 44.  | Merete Fjeldavlie        | 160    |
| 45.  | Ingrid Jacquemod         | 157    |
| 46.  | Sibylle Brauner          | 149    |
| 47.  | Urška Hrovat             | 140    |
| 48.  | Denise Karbon            | 134    |
| 49.  | Silvia Berger            | 126    |
| 50.  | Stina Hofgård Nilsen     | 120    |
| 51.  | Anita Wachter            | 118    |
| 52.  | Lilian Kummer            | 110    |
| 52.  | Claudia Riegler          | 110    |
| 54.  | Andrine Flemmen          | 109    |
| 54.  | Tina Maze                | 109    |
| 56.  | Noriyo Hiroi             | 103    |
| 57.  | Sabine Egger             | 102    |
| 57.  | Mélanie Suchet           | 102    |
| 59.  | Pernilla Wiberg          | 098    |
| 60.  | Silke Bachmann           | 097    |
| 61.  | Alenka Dovžan            | 093    |
| 62.  | Bibiana Perez            | 086    |
| 63.  | Zali Steggall            | 083    |
| 64.  | Catherine Borghi         | 082    |
| 65.  | Christiane Mitterwallner | 072    |
| 66.  | Warwara Selenskaja       | 065    |
| 67.  | Alison Powers            | 061    |
| 68.  | Picabo Street            | 059    |
| 69.  | Pia Käyhkö               | 057    |
| 70.  | Patrizia Bassis          | 055    |
| 70.  | Trude Gimle              | 055    |
| 70.  | Eveline Rohregger        | 055    |
| 73.  | Špela Bračun             | 053    |
| 74.  | Ella Alpiger             | 052    |
| 74.  | Isabelle Huber           | 052    |
| 74.  | Carolina Ruiz Castillo   | 052    |
| 77.  | Elisabetta Biavaschi     | 049    |
| 77.  | Lucia Recchia            | 049    |
| 79.  | Marlies Oester           | 047    |
| 80.  | Britt Janyk              | 045    |
| 80.  | Kumiko Kashiwagi         | 045    |
| 82.  | Monika Bergmann          | 044    |
| 83.  | Nicole Gius              | 043    |
| 83.  | Alessandra Merlin        | 043    |

| Rang | Name                      | Punkte |
| ---- | ------------------------- | ------ |
| 085. | Veronika Thanner          | 41     |
| 086. | Karin Roten               | 38     |
| 086. | Christine Sponring        | 38     |
| 088. | Fujiko Sekino             | 37     |
| 089. | Sonia Vierin              | 36     |
| 090. | Annemarie Gerg            | 34     |
| 090. | Corina Grünenfelder       | 34     |
| 090. | Magdalena Planatscher     | 34     |
| 093. | Janette Hargin            | 33     |
| 094. | Karin Truppe              | 32     |
| 095. | Karin Blaser              | 29     |
| 095. | Monika Dumermuth          | 29     |
| 097. | Birgit Heeb               | 27     |
| 098. | Anne-Marie LeFrançois     | 26     |
| 099. | Susanne Ekman             | 25     |
| 099. | Marina Huber              | 25     |
| 101. | Nataša Bokal              | 24     |
| 102. | Carina Raich              | 23     |
| 103. | Ruth Kündig               | 21     |
| 104. | Floriane Paturel          | 16     |
| 104. | Elena Tagliabue           | 16     |
| 106. | Christine Hargin          | 14     |
| 106. | Nadia Styger              | 14     |
| 108. | Kristina Duvillard        | 13     |
| 109. | Stéphanie Clément-Guy     | 11     |
| 109. | Alexandra Grauvogl        | 11     |
| 109. | Maria Riesch              | 11     |
| 112. | Hélène Richard            | 10     |
| 113. | Julia Mancuso             | 09     |
| 113. | Emma Pezzedi              | 09     |
| 115. | Stefanie Wolf             | 08     |
| 116. | Carolina Waidhofer-Dummer | 07     |
| 117. | Olesja Alijewa            | 06     |
| 117. | Emma Carrick-Anderson     | 06     |
| 119. | Corinne Imlig             | 05     |
| 119. | Tanja Pieren              | 05     |
| 121. | Marta Antonioli           | 04     |
| 122. | Barbara Kleon             | 03     |
| 122. | Gro Kvinlog               | 03     |
| 122. | Anna Prchal               | 03     |
| 125. | Sara-Maude Boucher        | 02     |

### Abfahrt
| Rang | Athlet                 | Punkte |
| ---- | ---------------------- | ------ |
| 1    | Hermann Maier          | 576    |
| 2    | Stephan Eberharter     | 562    |
| 3    | Fritz Strobl           | 402    |
| 4    | Hannes Trinkl          | 313    |
| 5    | Lasse Kjus             | 301    |
| 6    | Franco Cavegn          | 290    |
| 7    | Silvano Beltrametti    | 266    |
| 8    | Werner Franz           | 236    |
| 9    | Peter Rzehak           | 213    |
| 10   | Josef Strobl           | 196    |
| 11   | Florian Eckert         | 190    |
| 12   | Bruno Kernen           | 183    |
| 13   | Didier Cuche           | 181    |
| 14   | Alessandro Fattori     | 177    |
| 15   | Daron Rahlves          | 149    |
| 16   | Kenneth Sivertsen      | 138    |
| 17   | Didier Défago          | 123    |
| 18   | Chad Fleischer         | 120    |
| 19   | Roland Fischnaller     | 111    |
| 20   | Andreas Schifferer     | 108    |
| 21   | Hans Knauß             | 95     |
| 21   | Kristian Ghedina       | 95     |
| 23   | Rolf von Weissenfluh   | 94     |
| 24   | Pierre-Emmanuel Dalcin | 90     |
| 25   | Peter Pen              | 86     |

| Rang | Athletin              | Punkte |
| ---- | --------------------- | ------ |
| 1    | Isolde Kostner        | 596    |
| 2    | Renate Götschl        | 455    |
| 3    | Régine Cavagnoud      | 360    |
| 4    | Carole Montillet      | 297    |
| 5    | Brigitte Obermoser    | 295    |
| 6    | Mélanie Turgeon       | 275    |
| 7    | Petra Haltmayr        | 215    |
| 8    | Corinne Rey-Bellet    | 212    |
| 9    | Michaela Dorfmeister  | 210    |
| 10   | Megan Gerety          | 204    |
| 11   | Hilde Gerg            | 186    |
| 12   | Kirsten Lee Clark     | 181    |
| 13   | Ingeborg Helen Marken | 170    |
| 14   | Sylviane Berthod      | 167    |
| 15   | Tanja Schneider       | 162    |
| 16   | Emily Brydon          | 154    |
| 17   | Jonna Mendes          | 127    |
| 18   | Mojca Suhadolc        | 125    |
| 19   | Selina Heregger       | 109    |
| 20   | Caroline Lalive       | 97     |
| 21   | Alexandra Meissnitzer | 92     |
| 22   | Bibiana Perez         | 82     |
| 22   | Catherine Borghi      | 82     |
| 24   | Stefanie Schuster     | 80     |
| 25   | Alison Powers         | 61     |

### Super-G
| Rang | Athlet              | Punkte |
| ---- | ------------------- | ------ |
| 1    | Hermann Maier       | 420    |
| 2    | Christoph Gruber    | 246    |
| 3    | Josef Strobl        | 228    |
| 4    | Stephan Eberharter  | 208    |
| 5    | Werner Franz        | 182    |
| 6    | Didier Cuche        | 177    |
| 7    | Hannes Trinkl       | 148    |
| 8    | Lasse Kjus          | 143    |
| 9    | Fredrik Nyberg      | 129    |
| 10   | Kjetil André Aamodt | 124    |
| 11   | Marco Büchel        | 118    |
| 12   | Kenneth Sivertsen   | 116    |
| 13   | Didier Défago       | 90     |
| 14   | Hans Knauß          | 85     |
| 15   | Andreas Schifferer  | 80     |
| 16   | Silvano Beltrametti | 74     |
| 17   | Daron Rahlves       | 70     |
| 18   | Alessandro Fattori  | 64     |
| 19   | Fritz Strobl        | 55     |
| 20   | Audun Grønvold      | 49     |
| 21   | Patrick Wirth       | 46     |
| 22   | Stefan Stankalla    | 45     |
| 23   | Jernej Koblar       | 43     |
| 24   | Paul Accola         | 42     |
| 25   | Steve Locher        | 41     |

| Rang | Athletin              | Punkte |
| ---- | --------------------- | ------ |
| 1    | Régine Cavagnoud      | 577    |
| 2    | Renate Götschl        | 466    |
| 3    | Carole Montillet      | 405    |
| 4    | Mélanie Turgeon       | 364    |
| 5    | Michaela Dorfmeister  | 332    |
| 6    | Isolde Kostner        | 281    |
| 7    | Corinne Rey-Bellet    | 267    |
| 8    | Mojca Suhadolc        | 162    |
| 9    | Martina Ertl          | 156    |
| 10   | Petra Haltmayr        | 153    |
| 11   | Tanja Schneider       | 151    |
| 12   | Alexandra Meissnitzer | 147    |
| 13   | Sylviane Berthod      | 138    |
| 14   | Selina Heregger       | 137    |
| 15   | Brigitte Obermoser    | 136    |
| 16   | Daniela Ceccarelli    | 133    |
| 16   | Stefanie Schuster     | 133    |
| 18   | Janica Kostelić       | 124    |
| 19   | Karen Putzer          | 111    |
| 20   | Merete Fjeldavlie     | 107    |
| 21   | Ingrid Jacquemod      | 101    |
| 22   | Kirsten Clark         | 99     |
| 23   | Emily Brydon          | 93     |
| 23   | Pernilla Wiberg       | 93     |
| 25   | Mélanie Suchet        | 72     |

### Riesenslalom
| Rang | Athlet                | Punkte |
| ---- | --------------------- | ------ |
| 1    | Hermann Maier         | 622    |
| 2    | Michael von Grünigen  | 612    |
| 3    | Erik Schlopy          | 350    |
| 4    | Benjamin Raich        | 320    |
| 5    | Heinz Schilchegger    | 316    |
| 6    | Marco Büchel          | 305    |
| 7    | Fredrik Nyberg        | 300    |
| 8    | Lasse Kjus            | 241    |
| 9    | Massimiliano Blardone | 185    |
| 9    | Andreas Schifferer    | 185    |
| 11   | Frédéric Covili       | 179    |
| 12   | Christoph Gruber      | 166    |
| 13   | Christian Mayer       | 163    |
| 14   | Sami Uotila           | 159    |
| 15   | Bode Miller           | 158    |
| 16   | Kjetil André Aamodt   | 150    |
| 17   | Urs Kälin             | 144    |
| 18   | Vincent Millet        | 135    |
| 19   | Paul Accola           | 119    |
| 20   | Didier Cuche          | 115    |
| 21   | Stephan Eberharter    | 105    |
| 22   | Josef Strobl          | 103    |
| 23   | Didier Cuche          | 102    |
| 24   | Steve Locher          | 102    |
| 25   | Joël Chenal           | 102    |

| Rang | Athletin                 | Punkte |
| ---- | ------------------------ | ------ |
| 1    | Sonja Nef                | 676    |
| 2    | Anja Pärson              | 408    |
| 3    | Michaela Dorfmeister     | 341    |
| 4    | Karen Putzer             | 297    |
| 5    | Corinne Rey-Bellet       | 265    |
| 6    | Martina Ertl             | 260    |
| 7    | Brigitte Obermoser       | 238    |
| 8    | Allison Forsyth          | 226    |
| 9    | Janica Kostelić          | 204    |
| 10   | Ylva Nowén               | 162    |
| 11   | María José Rienda        | 161    |
| 12   | Tanja Poutiainen         | 147    |
| 13   | Alexandra Meissnitzer    | 139    |
| 14   | Renate Götschl           | 136    |
| 15   | Régine Cavagnoud         | 132    |
| 16   | Anna Ottosson            | 121    |
| 17   | Stina Hofgård Nilsen     | 120    |
| 18   | Christel Pascal          | 118    |
| 19   | Lilian Kummer            | 110    |
| 20   | Andrine Flemmen          | 109    |
| 21   | Sarah Schleper           | 106    |
| 22   | Silvia Berger            | 103    |
| 23   | Tina Maze                | 93     |
| 24   | Denise Karbon            | 80     |
| 25   | Christiane Mitterwallner | 72     |

### Slalom
| Rang | Athlet                | Punkte |
| ---- | --------------------- | ------ |
| 1    | Benjamin Raich        | 545    |
| 2    | Heinz Schilchegger    | 414    |
| 3    | Mario Matt            | 406    |
| 4    | Pierrick Bourgeat     | 368    |
| 5    | Hans Petter Buraas    | 340    |
| 6    | Jure Košir            | 300    |
| 7    | Kjetil André Aamodt   | 291    |
| 8    | Kilian Albrecht       | 247    |
| 9    | Mitja Kunc            | 226    |
| 9    | Rainer Schönfelder    | 226    |
| 11   | Alain Baxter          | 222    |
| 12   | Florian Seer          | 221    |
| 13   | Sébastien Amiez       | 199    |
| 14   | H. C. Strand Nilsen   | 170    |
| 15   | Matjaž Vrhovnik       | 160    |
| 16   | Ole Kristian Furuseth | 151    |
| 17   | Michael von Grünigen  | 131    |
| 18   | Kentarō Minagawa      | 118    |
| 19   | Urs Imboden           | 107    |
| 20   | Markus Eberle         | 99     |
| 21   | Kiminobu Kimura       | 85     |
| 22   | Erik Schlopy          | 84     |
| 23   | Lasse Kjus            | 81     |
| 24   | Michael Walchhofer    | 70     |
| 25   | Rene Mlekuž           | 65     |

| Rang | Athletin         | Punkte |
| ---- | ---------------- | ------ |
| 1    | Janica Kostelić  | 824    |
| 2    | Sonja Nef        | 384    |
| 3    | Martina Ertl     | 346    |
| 4    | Karin Köllerer   | 340    |
| 5    | Laure Pequegnot  | 317    |
| 6    | Christel Pascal  | 311    |
| 7    | Kristina Koznick | 300    |
| 8    | Hedda Berntsen   | 293    |
| 9    | Trine Bakke      | 245    |
| 10   | Anja Pärson      | 235    |
| 11   | Sarah Schleper   | 210    |
| 12   | Tanja Poutiainen | 195    |
| 13   | Špela Pretnar    | 191    |
| 14   | Vanessa Vidal    | 170    |
| 15   | Henna Raita      | 168    |
| 16   | Ylva Nowén       | 152    |
| 17   | Urška Hrovat     | 140    |
| 18   | Claudia Riegler  | 110    |
| 19   | Noriyo Hiroi     | 103    |
| 20   | Sabine Egger     | 102    |
| 21   | Allison Forsyth  | 88     |
| 22   | Zali Steggall    | 83     |
| 23   | Alenka Dovžan    | 75     |
| 24   | Renate Götschl   | 72     |
| 25   | Caroline Lalive  | 70     |

### Kombination
| Rang | Athlet              | Punkte |
| ---- | ------------------- | ------ |
| 1    | Lasse Kjus          | 100    |
| 2    | Michael Walchhofer  | 80     |
| 3    | Kjetil André Aamodt | 60     |
| 4    | Casey Puckett       | 50     |
| 5    | Paul Accola         | 45     |
| 6    | Gregor Šparovec     | 40     |

| Rang | Athletin             | Punkte |
| ---- | -------------------- | ------ |
| 1    | Janica Kostelić      | 100    |
| 2    | Caroline Lalive      | 80     |
| 3    | Renate Götschl       | 60     |
| 4    | Karen Putzer         | 50     |
| 5    | Pia Käyhkö           | 45     |
| 6    | Michaela Dorfmeister | 40     |
| 7    | Régine Cavagnoud     | 36     |
| 8    | Trude Gimle          | 32     |
| 9    | Ella Alpiger         | 29     |
| 10   | Isabelle Huber       | 26     |

## Podestplatzierungen Herren

### Abfahrt
| Datum      | Ort                          | 1. Platz                                                           | 2. Platz                                                           | 3. Platz                                                           |
| ---------- | ---------------------------- | ------------------------------------------------------------------ | ------------------------------------------------------------------ | ------------------------------------------------------------------ |
| 25.11.2000 | Lake Louise (CAN)            | Stephan Eberharter                                                 | Silvano Beltrametti                                                | Lasse Kjus                                                         |
| 02.12.2000 | Beaver Creek (USA)           | Hermann Maier                                                      | Lasse Kjus                                                         | Stephan Eberharter                                                 |
| 09.12.2000 | Val-d’Isère (FRA)            | Hermann Maier                                                      | Stephan Eberharter                                                 | Fritz Strobl                                                       |
| 16.12.2000 | Gröden (ITA)                 | Rennen abgesagt. Ersatzrennen am 16. Dezember 2000 in Val-d’Isère. | Rennen abgesagt. Ersatzrennen am 16. Dezember 2000 in Val-d’Isère. | Rennen abgesagt. Ersatzrennen am 16. Dezember 2000 in Val-d’Isère. |
| 16.12.2000 | Val-d’Isère (FRA)            | Alessandro Fattori                                                 | Kristian Ghedina                                                   | Roland Fischnaller                                                 |
| 13.01.2001 | Wengen (SUI)                 | Rennen abgesagt. Ersatzrennen am 2. März 2001 in Kvitfjell.        | Rennen abgesagt. Ersatzrennen am 2. März 2001 in Kvitfjell.        | Rennen abgesagt. Ersatzrennen am 2. März 2001 in Kvitfjell.        |
| 20.01.2001 | Kitzbühel (AUT)              | Hermann Maier                                                      | Hannes Trinkl                                                      | Stephan Eberharter Daron Rahlves                                   |
| 27.01.2001 | Garmisch-Partenkirchen (GER) | Fritz Strobl                                                       | Peter Rzehak                                                       | Franco Cavegn                                                      |
| 24.02.2001 | Ogden (USA)                  | Rennen abgesagt und ersatzlos gestrichen.                          | Rennen abgesagt und ersatzlos gestrichen.                          | Rennen abgesagt und ersatzlos gestrichen.                          |
| 02.03.2001 | Kvitfjell (NOR)              | Hermann Maier                                                      | Florian Eckert                                                     | Lasse Kjus                                                         |
| 03.03.2001 | Kvitfjell (NOR)              | Stephan Eberharter                                                 | Florian Eckert                                                     | Fritz Strobl                                                       |
| 08.03.2001 | Åre (SWE)                    | Hermann Maier                                                      | Stephan Eberharter                                                 | Kenneth Sivertsen                                                  |

### Super-G
| Datum      | Ort                          | 1. Platz                                  | 2. Platz                                  | 3. Platz                                  |
| ---------- | ---------------------------- | ----------------------------------------- | ----------------------------------------- | ----------------------------------------- |
| 26.11.2000 | Lake Louise (CAN)            | Hermann Maier                             | Lasse Kjus                                | Andreas Schifferer                        |
| 03.12.2000 | Beaver Creek (USA)           | Fredrik Nyberg                            | Christoph Gruber                          | Kenneth Sivertsen                         |
| 19.01.2001 | Kitzbühel (AUT)              | Hermann Maier                             | Josef Strobl                              | Werner Franz                              |
| 28.01.2001 | Garmisch-Partenkirchen (GER) | Christoph Gruber                          | Hermann Maier                             | Didier Cuche                              |
| 25.02.2001 | Ogden (USA)                  | Rennen abgesagt und ersatzlos gestrichen. | Rennen abgesagt und ersatzlos gestrichen. | Rennen abgesagt und ersatzlos gestrichen. |
| 04.03.2001 | Kvitfjell (NOR)              | Hermann Maier                             | Hannes Trinkl                             | Stephan Eberharter                        |
| 09.03.2001 | Åre (SWE)                    | Rennen abgesagt und ersatzlos gestrichen. | Rennen abgesagt und ersatzlos gestrichen. | Rennen abgesagt und ersatzlos gestrichen. |

### Riesenslalom
| Datum      | Ort               | 1. Platz                                                           | 2. Platz                                                           | 3. Platz                                                           |
| ---------- | ----------------- | ------------------------------------------------------------------ | ------------------------------------------------------------------ | ------------------------------------------------------------------ |
| 29.10.2000 | Sölden (AUT)      | Hermann Maier                                                      | Stephan Eberharter                                                 | Fredrik Nyberg                                                     |
| 17.11.2000 | Park City (USA)   | Michael von Grünigen                                               | Lasse Kjus                                                         | Hermann Maier                                                      |
| 10.12.2000 | Val-d’Isère (FRA) | Hermann Maier                                                      | Heinz Schilchegger                                                 | Andreas Schifferer                                                 |
| 17.12.2000 | Alta Badia (ITA)  | Rennen abgesagt. Ersatzrennen am 17. Dezember 2000 in Val-d’Isère. | Rennen abgesagt. Ersatzrennen am 17. Dezember 2000 in Val-d’Isère. | Rennen abgesagt. Ersatzrennen am 17. Dezember 2000 in Val-d’Isère. |
| 17.12.2000 | Val-d’Isère (FRA) | Michael von Grünigen                                               | Heinz Schilchegger                                                 | Bode Miller                                                        |
| 21.12.2000 | Bormio (ITA)      | Christoph Gruber                                                   | Erik Schlopy                                                       | Fredrik Nyberg                                                     |
| 06.01.2001 | Les Arcs (FRA)    | Michael von Grünigen                                               | Benjamin Raich                                                     | Marco Büchel                                                       |
| 09.01.2001 | Adelboden (SUI)   | Hermann Maier                                                      | Michael von Grünigen                                               | Fredrik Nyberg                                                     |
| 15.02.2001 | Shigakōgen (JPN)  | Hermann Maier                                                      | Marco Büchel                                                       | Benjamin Raich                                                     |
| 10.03.2001 | Åre (SWE)         | Hermann Maier                                                      | Erik Schlopy                                                       | Benjamin Raich                                                     |

### Slalom
| Datum      | Ort                        | 1. Platz                                                                       | 2. Platz                                                                       | 3. Platz                                                                       |
| ---------- | -------------------------- | ------------------------------------------------------------------------------ | ------------------------------------------------------------------------------ | ------------------------------------------------------------------------------ |
| 19.11.2000 | Park City (USA)            | Heinz Schilchegger                                                             | Mario Matt                                                                     | Kjetil André Aamodt                                                            |
| 11.12.2000 | Sestriere (ITA)            | Hans Petter Buraas                                                             | Kilian Albrecht                                                                | Pierrick Bourgeat                                                              |
| 19.12.2000 | Madonna di Campiglio (ITA) | Mario Matt                                                                     | Heinz Schilchegger                                                             | Rainer Schönfelder                                                             |
| 07.01.2001 | Les Arcs (FRA)             | Rennen wegen zu weichen Pistenverhältnissen abgesagt und ersatzlos gestrichen. | Rennen wegen zu weichen Pistenverhältnissen abgesagt und ersatzlos gestrichen. | Rennen wegen zu weichen Pistenverhältnissen abgesagt und ersatzlos gestrichen. |
| 14.01.2001 | Wengen (SUI)               | Benjamin Raich                                                                 | Rainer Schönfelder                                                             | Mario Matt                                                                     |
| 21.01.2001 | Kitzbühel (AUT)            | Benjamin Raich                                                                 | Jure Košir                                                                     | Hans Petter Buraas                                                             |
| 23.01.2001 | Schladming (AUT)           | Benjamin Raich                                                                 | Hans Petter Buraas                                                             | Mitja Kunc                                                                     |
| 17.02.2001 | Shigakōgen (JPN)           | Pierrick Bourgeat                                                              | Heinz Schilchegger                                                             | Benjamin Raich                                                                 |
| 18.02.2001 | Shigakōgen (JPN)           | Pierrick Bourgeat                                                              | Heinz Schilchegger                                                             | Jure Košir                                                                     |
| 11.03.2001 | Åre (SWE)                  | Benjamin Raich                                                                 | Mario Matt                                                                     | Sébastien Amiez                                                                |

### Kombination
| Datum          | Ort             | 1. Platz                                               | 2. Platz                                               | 3. Platz                                               |
| -------------- | --------------- | ------------------------------------------------------ | ------------------------------------------------------ | ------------------------------------------------------ |
| 13./14.01.2001 | Wengen (SUI)    | Keine Wertung aufgrund der Absage des Abfahrtsrennens. | Keine Wertung aufgrund der Absage des Abfahrtsrennens. | Keine Wertung aufgrund der Absage des Abfahrtsrennens. |
| 20./21.01.2001 | Kitzbühel (AUT) | Lasse Kjus                                             | Michael Walchhofer                                     | Kjetil André Aamodt                                    |

## Podestplatzierungen Damen

### Abfahrt
| Datum      | Ort                     | 1. Platz           | 2. Platz         | 3. Platz           |
| ---------- | ----------------------- | ------------------ | ---------------- | ------------------ |
| 30.11.2000 | Lake Louise (CAN)       | Petra Haltmayr     | Isolde Kostner   | Renate Götschl     |
| 01.12.2000 | Lake Louise (CAN)       | Isolde Kostner     | Carole Montillet | Corinne Rey-Bellet |
| 16.12.2000 | St. Moritz (SUI)        | Brigitte Obermoser | Renate Götschl   | Emily Brydon       |
| 17.12.2000 | St. Moritz (SUI)        | Renate Götschl     | Isolde Kostner   | Régine Cavagnoud   |
| 13.01.2001 | Haus im Ennstal (AUT)   | Renate Götschl     | Isolde Kostner   | Mélanie Turgeon    |
| 19.01.2001 | Cortina d’Ampezzo (ITA) | Isolde Kostner     | Renate Götschl   | Régine Cavagnoud   |
| 24.02.2001 | Lenzerheide (SUI)       | Kirsten Lee Clark  | Régine Cavagnoud | Petra Haltmayr     |
| 08.03.2001 | Åre (SWE)               | Hilde Gerg         | Isolde Kostner   | Sylviane Berthod   |

### Super-G
| Datum      | Ort                          | 1. Platz             | 2. Platz             | 3. Platz           |
| ---------- | ---------------------------- | -------------------- | -------------------- | ------------------ |
| 25.11.2000 | Aspen (USA)                  | Michaela Dorfmeister | Régine Cavagnoud     | Corinne Rey-Bellet |
| 02.12.2000 | Lake Louise (CAN)            | Renate Götschl       | Régine Cavagnoud     | Martina Ertl       |
| 06.12.2000 | Val-d’Isère (FRA)            | Régine Cavagnoud     | Michaela Dorfmeister | Carole Montillet   |
| 13.01.2001 | Haus im Ennstal (AUT)        | Régine Cavagnoud     | Mélanie Turgeon      | Renate Götschl     |
| 17.01.2001 | Cortina d’Ampezzo (ITA)      | Régine Cavagnoud     | Mélanie Turgeon      | Renate Götschl     |
| 17.02.2001 | Garmisch-Partenkirchen (GER) | Carole Montillet     | Renate Götschl       | Brigitte Obermoser |
| 24.02.2001 | Lenzerheide (SUI)            | Isolde Kostner       | Renate Götschl       | Carole Montillet   |
| 15.03.2001 | Åre (SWE)                    | Corinne Rey-Bellet   | Mélanie Turgeon      | Régine Cavagnoud   |

### Riesenslalom
| Datum      | Ort                     | 1. Platz             | 2. Platz           | 3. Platz             |
| ---------- | ----------------------- | -------------------- | ------------------ | -------------------- |
| 28.10.2000 | Sölden (AUT)            | Martina Ertl         | Andrine Flemmen    | Anja Pärson          |
| 16.11.2000 | Park City (USA)         | Sonja Nef            | Brigitte Obermoser | Anja Pärson          |
| 09.12.2000 | Sestriere (ITA)         | Michaela Dorfmeister | Anja Pärson        | Sonja Nef            |
| 19.12.2000 | Sestriere (ITA)         | Sonja Nef            | Anja Pärson        | Renate Götschl       |
| 28.12.2000 | Semmering (AUT)         | Sonja Nef            | Corinne Rey-Bellet | Sarah Schleper       |
| 06.01.2001 | Maribor (SLO)           | Sonja Nef            | Karen Putzer       | Renate Götschl       |
| 21.01.2001 | Cortina d’Ampezzo (ITA) | Sonja Nef            | Allison Forsyth    | Michaela Dorfmeister |
| 11.03.2001 | Åre (SWE)               | Sonja Nef            | Anja Pärson        | Ylva Nowén           |

### Slalom
| Datum      | Ort                          | 1. Platz        | 2. Platz                       | 3. Platz         |
| ---------- | ---------------------------- | --------------- | ------------------------------ | ---------------- |
| 18.11.2000 | Park City (USA)              | Janica Kostelić | Martina Ertl                   | Christel Pascal  |
| 26.11.2000 | Aspen (USA)                  | Janica Kostelić | Martina Ertl                   | Kristina Koznick |
| 10.12.2000 | Sestriere (ITA)              | Janica Kostelić | Sarah Schleper                 | Trine Bakke      |
| 20.12.2000 | Sestriere (ITA)              | Janica Kostelić | Trine Bakke                    | Kristina Koznick |
| 29.12.2000 | Semmering (AUT)              | Janica Kostelić | Sonja Nef                      | Trine Bakke      |
| 14.01.2001 | Flachau (AUT)                | Janica Kostelić | Karin Köllerer Laure Pequegnot |                  |
| 26.01.2001 | Ofterschwang (GER)           | Janica Kostelić | Kristina Koznick               | Sonja Nef        |
| 18.02.2001 | Garmisch-Partenkirchen (GER) | Janica Kostelić | Christel Pascal                | Karin Köllerer   |
| 10.03.2001 | Åre (SWE)                    | Sonja Nef       | Martina Ertl                   | Anja Pärson      |

### Kombination
| Datum          | Ort                           | 1. Platz        | 2. Platz        | 3. Platz       |
| -------------- | ----------------------------- | --------------- | --------------- | -------------- |
| 13./14.01.2001 | Haus im Ennstal/Flachau (AUT) | Janica Kostelić | Caroline Lalive | Renate Götschl |

## Nationencup
| Rang | Land                   | Punkte |
| ---- | ---------------------- | ------ |
| 1    | Österreich             | 13281  |
| 2    | Schweiz                | 5719   |
| 3    | Frankreich             | 4721   |
| 4    | Norwegen               | 3995   |
| 5    | Italien                | 3399   |
| 6    | Slowenien              | 2813   |
| 7    | Vereinigte Staaten     | 2714   |
| 8    | Deutschland            | 2260   |
| 9    | Schweden               | 1823   |
| 10   | Kanada                 | 1461   |
| 11   | Kroatien               | 1281   |
| 12   | Finnland               | 780    |
| 13   | Liechtenstein          | 556    |
| 14   | Japan                  | 351    |
| 15   | Vereinigtes Königreich | 242    |
| 16   | Spanien                | 223    |
| 17   | Neuseeland             | 110    |
| 18   | Australien             | 84     |
| 19   | Russland               | 71     |
| 20   | Polen                  | 32     |

| Rang | Land                   | Punkte |
| ---- | ---------------------- | ------ |
| 1    | Österreich             | 8293   |
| 2    | Schweiz                | 3173   |
| 3    | Norwegen               | 2803   |
| 4    | Slowenien              | 1843   |
| 5    | Frankreich             | 1652   |
| 6    | Italien                | 1183   |
| 7    | Vereinigte Staaten     | 1159   |
| 8    | Schweden               | 531    |
| 9    | Liechtenstein          | 529    |
| 10   | Deutschland            | 479    |
| 11   | Vereinigtes Königreich | 236    |
| 12   | Finnland               | 213    |
| 13   | Japan                  | 203    |
| 14   | Kanada                 | 178    |
| 15   | Polen                  | 32     |
| 16   | Kroatien               | 25     |
| 17   | Australien             | 1      |

| Rang | Land                   | Punkte |
| ---- | ---------------------- | ------ |
| 1    | Österreich             | 4988   |
| 2    | Frankreich             | 3069   |
| 3    | Schweiz                | 2546   |
| 4    | Italien                | 2216   |
| 5    | Deutschland            | 1781   |
| 6    | Vereinigte Staaten     | 1555   |
| 7    | Schweden               | 1292   |
| 8    | Kanada                 | 1283   |
| 9    | Kroatien               | 1256   |
| 10   | Norwegen               | 1192   |
| 11   | Slowenien              | 970    |
| 12   | Finnland               | 567    |
| 13   | Spanien                | 223    |
| 14   | Japan                  | 148    |
| 15   | Neuseeland             | 110    |
| 16   | Australien             | 83     |
| 17   | Russland               | 71     |
| 18   | Liechtenstein          | 27     |
| 19   | Vereinigtes Königreich | 6      |

## Saisonverlauf

### Absagen/Verschiebungen
- Der für 7. Dezember in Val-d’Isère geplante Damen-Riesenslalom wurde wegen der ungenügenden Pistenverhältnisse abgesagt. Die Veranstalter setzten alles daran, wenigstens die wenige Tage danach auf einer anderen Piste terminisierten Herrenrennen zu sichern.
- Die Damenabfahrt in Haus im Ennstal wurde erst am 13. Januar gefahren; der Start war 09.30 h; der Super-G wurde am selben Tag ab 14 h ausgetragen.

### Sonstige Vorkommnisse
Herren:
- Bei der Abfahrt in Val-d’Isère (16. Dezember) kam das italienische Team zum zweiten Mal – nach jenem vom 23. Januar 1988 in Leukerbad – zu einem Tripleerfolg.
- Hermann Maier wurde noch vor dem Start zum Riesenslalom in Val-d’Isère (17. Dezember) durch FIS-Renndirektor Günter Hujara wegen Überschreitens der Besichtigungszeit disqualifiziert und mit einer Sperre für das nächste Rennen in Bormio belegt; diese Sperre wurde aber am 20. Dezember durch die Beschwerdekommission der FIS aufgehoben.
- Erstmals in der Weltcupgeschichte gab es in einem Slalom am Herrensektor einen Fünffachsieg; dieser gelang dem ÖSV-Team am 13. Januar in Wengen.
- Bei der Hahnenkammkombination (20./21. Januar) kamen nur 6 Läufer in die Wertung; neben den drei am Podium waren es noch Casey Puckett (USA), Paul Accola (SUI) und Gregor Sparovec (SLO); Letzterer verlor 12,39 s auf Sieger Kjus.
- Der Slalom am 23. Januar in Schladming war ein Nachtslalom.
- Hermann Maier reiste im Gegensatz zum Vorjahr diesmal nach Ostasien, um am Riesenslalom in Shigakōgen (15. Februar) teilzunehmen; er hatte seinen Flug derart geplant, kein „Jetset-Opfer“ ob des schnellen Ortwechsels zu werden, indem er sich gleich nach der Ankunft zum Rennort begab, dort mit Start-Nr. 1 und mit zwei Laufbestzeiten diese Rennen absolvierte und sofort wieder nach Europa zurückflog. Ein Nebenmotiv für sein Handeln war, dass er im Hinblick auf die bei den vorangegangenen Weltmeisterschaften eingehandelten geringen Zeitrückstände und damit besserer oder bezüglich Riesenslalom verlorener Medaillen der „alpinen Skiwelt“ beweisen wollte, in einem Rennen allein die Konkurrenz deutlicher als die Addition dieser Zeitdifferenzen zu distanzieren. Dies gelang ihm mit einem Vorsprung von 1,74 s.

Damen:
- Beim Saisonauftakt in Sölden gelang Martina Ertl noch als Siebzehnte des ersten Laufes der Sieg, was bis dato (Januar 2019) in Damen-Riesenslaloms die größte Rangverbesserung auf den ersten Platz darstellt.
- Mit Rang 6 im Super-G in Val-d’Isère (6. Dezember) gelang Alexandra Meissnitzer nach ihrer am 25. November des Vorjahres erlittenen schweren Verletzung ein starkes „Comeback“.
- Mit Start-Nr. 44 fuhr Emily Brydon bei der ersten Abfahrt in St. Moritz (16. Dezember) noch auf Rang 3 und verhinderte damit einen Fünffacherfolg der ÖSV-Damen.
- Beim Slalom in Sestriere (20. Dezember) wurde Martina Ertl nach dem ersten Lauf disqualifiziert, weil ihr Ski um 0,09 mm zu schmal war.
- Der Slalom am Semmering (28. Dezember) war ein Nachtslalom.
- Bei der Abfahrt in Lenzerheide (24. Februar) hatten sich die Asse bei der Auswahl der Startnummern verrechnet; so hatten Dorfmeister die 27, Götschl die 29 genommen, es gewann aber Kirsten Lee Clark mit Nr. 5. Grund für den Irrtum war das Vorjahrresultat, als Corinne Imlig am 5. März mit Nr. 33 bei immer schneller werdender Piste gewonnen hatte, doch diesmal hatten nur die ersten Nummern Sonnen-Glück – danach herrschte, hervorgerufen durch eine aufgezogene Wolke, die von keiner Wetterprognose vorgesagt worden war, diffuses Licht.